# Reguła pięciu sekund

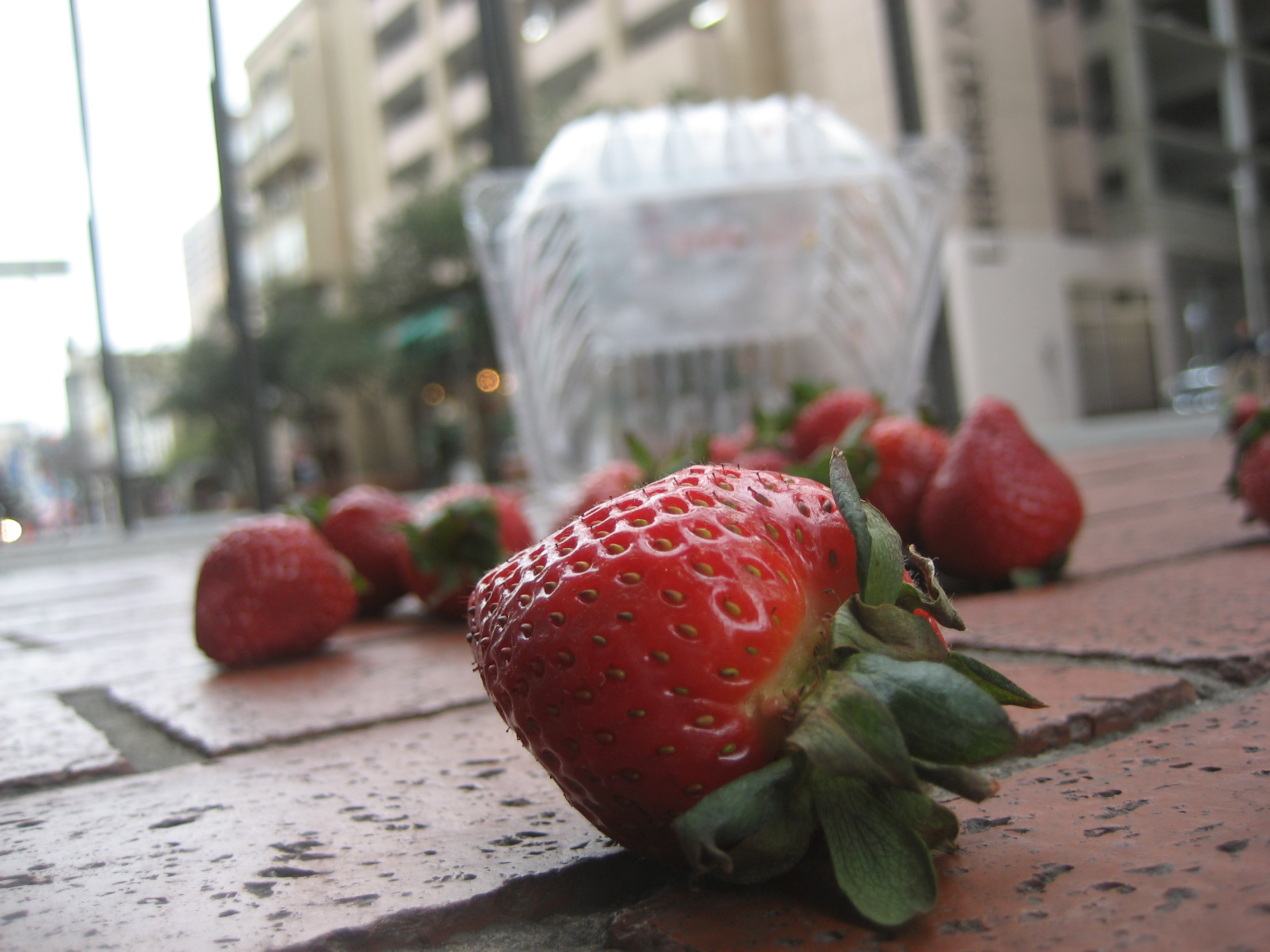
Truskawki, które upadły na ziemię

Reguła pięciu sekund – żartobliwa teoria głosząca, że na jedzenie, które upadło na podłogę,
nie dostaną się groźne dla zdrowia bakterie i zarazki, jeżeli zostanie podniesione przed upływem pięciu sekund.
Powołanie się na tę regułę pozwala łatwo obrócić w żart podniesienie i zjedzenie kawałka jedzenia z podłogi w towarzystwie innych ludzi (w wielu kulturach może uchodzić to za czynność odrażającą).
Spożywanie jedzenia z czystej podłogi może być uważane za względnie bezpieczne; jednakże przekonanie o tym, że bakterie znajdujące się na powierzchni podłogi nie były w stanie przejść na upuszczony kawałek potrawy w czasie krótszym od 5 sekund (lub jakimkolwiek innym), jest fałszywe.
Na regułę 5 sekund nie powołuje się zwykle w przypadku upuszczenia żywności lepkiej (np. masło, jogurt, lody), do której brud przykleja się w widoczny sposób. Pochodzenie reguły 5 sekund nie jest znane.

## Odmiany reguły
W zależności od inwencji osoby cytującej regułę, bywa ona zwana regułą trzech sekund, regułą dziesięciu sekund lub podobnie.
Nazwa reguły w tutaj podanym kształcie pochodzi z języka angielskiego (five-second rule). Istnieją również jej narodowe odpowiedniki i podobne powiedzenia. W Brazylii mówi się: o que não mata, engorda („co cię nie zabije, to cię utuczy”). Podobne znaczenie ma hiszpańskie: lo que no mata, engorda i włoskie: quel che non ammazza, ingrassa. Bardziej dosadnie brzmią chilijskie: chancho limpio no engorda („czysta świnia to chuda świnia”, dosłownie: „czysta świnia nie obrasta w tłuszcz”) i południowoniemieckie: Dreck macht Speck („z gnoju powstaje słonina”).

## Podejście naukowe
Naukowe studium reguły 5 sekund zostało przeprowadzone w 2003 r. przez Jillian Clarke z Uniwersytetu Illinois (Stany Zjednoczone). Pobrała ona próbki zanieczyszczeń z podłóg w różnych miejscach
uniwersyteckiego kampusu i poddała je analizie mikroskopowej. Okazało się, że nie zawierały one ponadprzeciętnie dużej ilości bakterii, co prowadzi do wniosku, że jedzenie podniesione z suchej podłogi w większości przypadków nie powinno stanowić zagrożenia dla zdrowia.
Jillian Clarke poddała jednak także badaniom samo sedno reguły 5 sekund, czyli hipotezę, jakoby krótki czas przebywania produktu żywnościowego na zakażonej powierzchni nie prowadził do przeniknięcia bakterii do próbki. By to zweryfikować, przez różny czas poddawała różne produkty spożywcze kontaktowi z gładkimi i chropowatymi płytkami podłogowymi, uprzednio skażonymi pałeczkami okrężnicy. Po badaniu mikroskopowym okazało się, że pałeczka okrężnicy przeniknęła do wszystkich próbek, nawet w krótszym niż 5 sekund czasie, co dowodzi fałszywości reguły.
Clarke zbadała też inne aspekty reguły 5 sekund, między innymi odkryła, że regułę częściej przywołują kobiety, niż mężczyźni oraz że częściej „usprawiedliwia” się nią podnoszenie słodyczy, niż np. warzyw. Za swoje badania otrzymała w 2004 r. Nagrodę Ig Nobla.
Reguła 5 sekund była również tematem jednego z odcinków popularnonaukowego programu telewizji Discovery, Pogromcy mitów. Chociaż metodyka badań była inna, doprowadziła ona do tego samego wniosku: nie jest ważne, jak długo żywność wystawiona jest na działanie bakterii – nawet 2 sekundy to zbyt długo, by pozostała nieskażona.